# Роџер Иберт
Роџер Џозеф Иберт (енгл. Roger Joseph Ebert, IPA:  (EE-bert); Урбана, 18. јун 1942 — Чикаго, 4. април 2013) био је амерички филмски критичар и сценариста. Први је филмски критичар који је добио Пулицерову награду за критику.
Од 1967, Иберт је писао колумну за Чикаго сан-тајмс, у којој је критички оцењивао актуелне филмове. Заједно са Џином Сискелом водио је телевизијске емисије Sneak Previews, At the Movies with Gene Siskel and Roger Ebert и Siskel and Ebert and The Movies. Након Сискелове смрти 1999, водио је емисију Ebert & Roeper & the Movies са Ричардом Роупером. Иберт је напустио емисију у јулу 2008, после компликација повезаних са раком штитне жлезде, када је изгубио глас. Од јануара 2011. појављује се у емисији Ebert Presents: At the Movies с тим да му глас позајмљује неко други.
Написао је преко 15 књига, укључујући и редовне годишњаке који садрже колекцију његових критика из претходне године. Иберт је 1975. постао први филмски критичар који је освојио Пулицерову награду. Његове телевизијске емисије су неколико пута биле номиноване за награду Еми. У јуну 2005. добио је своју звезду на Холивудској стази славних, поставши први филмски критичар коме је указана та част.